# 崔胶
崔膠（?—?），字壽卿。清河（今河北清河）人，为清河小房崔寅的後裔。
唐昭宗景福二年（893年）癸丑科狀元，主考官是禮部侍郎楊涉。同榜有張鼎等人。事蹟失考。